# Arnoltice
Arnoltice är en ort i Tjeckien.   Den ligger i regionen Ústí nad Labem, i den norra delen av landet, 80 km norr om huvudstaden Prag. Arnoltice ligger 353 meter över havet och antalet invånare är 302.
Terrängen runt Arnoltice är kuperad västerut, men österut är den platt.Runt Arnoltice är det ganska tätbefolkat, med 58 invånare per kvadratkilometer. Närmaste större samhälle är Děčín, 7,0 km sydväst om Arnoltice. Omgivningarna runt Arnoltice är en mosaik av jordbruksmark och naturlig växtlighet.